# Herrick (Dakota del Sud)
Herrick è un comune degli Stati Uniti d'America, situato in Dakota del Sud, nella contea di Gregory.